# Àrab mesopotàmic
L'àrab mesopotàmic, també conegut com a àrab iraquià ([ʢɪˈrɑːqi]), és un continu de varietats de l'idioma àrab mútuament intel·ligibles natives de la conca de Mesopotàmia a l'Iraq, així com a Síria, Iran, sud de Turquia, i comunitats de parlants de la diàspora iraquiana.

## Història
L'idioma arameu era la llengua franca a Mesopotàmia des de principis del mil·lenni I aC fins a finals del mil·lenni I de nostra era, i com es pot esperar, l'àrab iraquià mostra signes d'un extracte arameu. La varietat Gelet ha conservat característiques de l'Arameu Babilònic.
A causa del multiculturalisme iraquià inherent, així com la seva història, l'àrab iraquià al seu torn porta extensos préstecs en el seu lèxic de l'arameu, accadi, persa, kurd i turc.

## Varietats
L'àrab mesopotàmic té dues varietats principals. Una distinció es reconeix entre Gelet mesopotàmic i Qeltu mesopotàmic, els noms que es deriven de la forma de dir " jo vaig dir".
El grup del sud (Gelet) inclou un dialecte del Tigris, de les quals la forma més coneguda és àrab de Bagdad, i un dialecte de l'Eufrates, conegut com a Furati. La varietat Gelet també es parla al província de Khuzestan de l'Iran.
El grup del nord (Qeltu) inclou el dialecte de Tigris del nord, també conegut com a àrab mesopotàmic del Nord o Maslawi (per Mossul), així com dialectes jueus i cristians sectaris (com el judeoàrab de Bagdad).

## Distribució
Ambdues varietats, el Gelet i el Qeltu de l'àrab iraquià sónparlats a Síria, antigament a l'Eufrates, aquest d'Alep, i més tard parlat a l'àrea del riu Khabur i a través de la frontera de Turquia.
L'àrab xipriota comparteix un gran nombre de característiques comunes amb l'àrab mesopotàmic; especialment la varietat nord, i s'ha arribat a veure com a pertanyents a aquest dialecte.